# Episodi di Squadra Speciale Vienna (sesta stagione)
La sesta stagione della serie televisiva Squadra Speciale Vienna è stata trasmessa in anteprima in Austria dalla ORF tra il 28 settembre 2010 e il 15 aprile 2011.
| nº | Titolo originale       | Titolo italiano | Prima TV Austria  | Prima TV Italia |
| -- | ---------------------- | --------------- | ----------------- | --------------- |
| 1  | In bester Gesellschaft |                 | 28 settembre 2010 |                 |
| 2  | Mord aus dem Jenseits  |                 | 19 ottobre 2010   |                 |
| 3  | Nina, 16, vermisst     |                 | 2 novembre 2010   |                 |
| 4  | Mörderische Sehnsucht  |                 | 9 novembre 2010   |                 |
| 5  | Heartbreaker           |                 | 16 novembre 2010  |                 |
| 6  | Todesengel             |                 | 23 novembre 2010  |                 |
| 7  | Tierisch tödlich       |                 | 30 novembre 2010  |                 |
| 8  | Tod eines Schnüfflers  |                 | 7 dicembre 2010   |                 |
| 9  | Die Täuschung          |                 | 14 dicembre 2010  |                 |
| 10 | Entgleist              |                 | 21 dicembre 2010  |                 |
| 11 | 3 Millionen Tote       |                 | 28 dicembre 2010  |                 |
| 12 | Am Limit               |                 | 18 marzo 2011     |                 |
| 13 | Blutsverwandte         |                 | 15 aprile 2011    |                 |